# Населення Тайваню
Чисельність населення країни 2015 року становила 23,415 млн осіб (54-те місце у світі). Чисельність тайванців стабільно збільшується, народжуваність 2015 року становила 8,47 ‰ (216-те місце у світі), смертність — 7,11 ‰ (129-те місце у світі), природний приріст — 0,23 % (181-ше місце у світі) . 

## Природний рух

### Відтворення
Народжуваність у Тайвані, станом на 2015 рік, дорівнює 8,47 ‰ (216-те місце у світі). Коефіцієнт потенційної народжуваності 2015 року становив 1,12 дитини на одну жінку (222-ге місце у світі).
Смертність у Тайвані 2015 року становила 7,11 ‰ (129-те місце у світі).
Природний приріст населення в країні 2015 року становив 0,23 % (181-ше місце у світі).

### Вікова структура

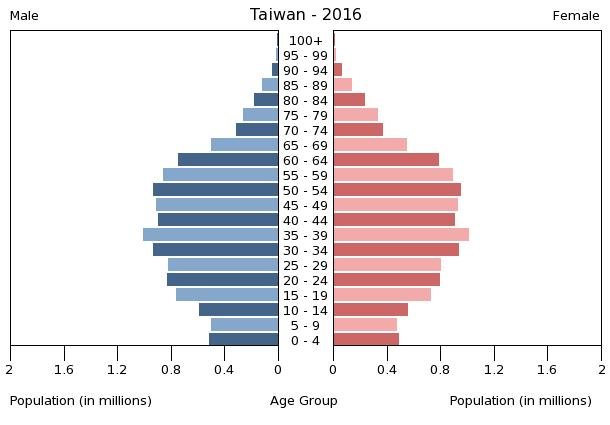
Віково-статева піраміда населення Тайваню, 2016 рік

Середній вік населення Тайваню становить 40,2 року (49-те місце у світі): для чоловіків — 39,5, для жінок — 40,9 року. Очікувана середня тривалість життя 2015 року становила 79,98 року (40-ве місце у світі), для чоловіків — 76,85 року, для жінок — 83,33 року.
Вікова структура населення Тайваню, станом на 2015 рік, мала такий вигляд:
- діти віком до 14 років — 13,52 % (1 632 763 чоловіки, 1 531 895 жінок);
- молодь віком 15—24 роки — 13,36 % (1 606 940 чоловіків, 1 521 617 жінок);
- дорослі віком 25—54 роки — 47,06 % (5 505 063 чоловіки, 5 513 395 жінок);
- особи передпохилого віку (55—64 роки) — 13,59 % (1 556 205 чоловіків, 1 625 436 жінок);
- особи похилого віку (65 років і старіші) — 12,48 % (1 348 686 чоловіків, 1 573 126 жінок)[1].

### Шлюбність— розлучуваність
Середній вік, коли чоловіки беруть перший шлюб, дорівнює 32,0 року, жінки — 29,7 року, загалом — 30,8 року (дані за 2014 рік).

## Розселення

Густота населення Тайваню

Густота населення країни 2015 року становила 647 осіб/км² (17-те місце у світі).
Головні міста держави: Тайбей (столиця) — 2,666 млн осіб, Гаосюн — 1,523 млн осіб, Тайчжун — 1,225 млн осіб, Тайнань — 815,0 тис. осіб (дані за 2015 рік).

### Міграції

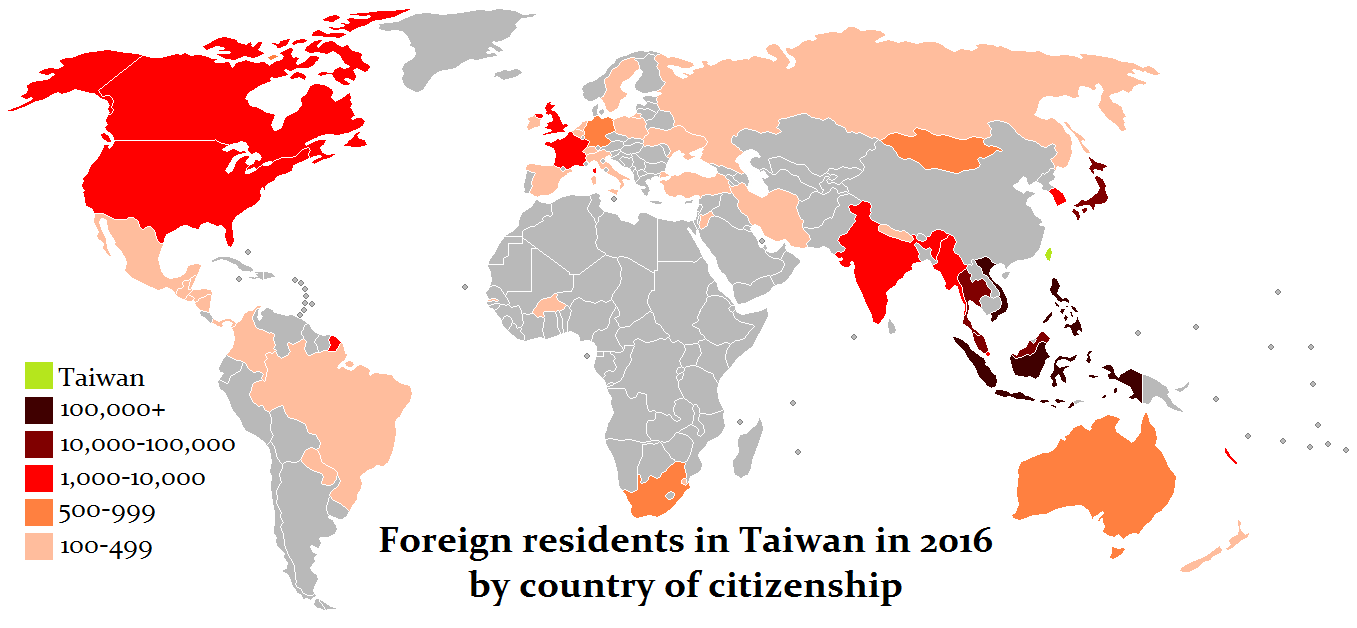
Країни походження тайванських іммігрантів

Річний рівень імміграції 2015 року становив 0,89 ‰ (65-те місце у світі). Цей показник не враховує різниці між законними і незаконними мігрантами, між біженцями, трудовими мігрантами та іншими.

## Расово-етнічний склад
| Етнічний склад (2015 рік) | Етнічний склад (2015 рік) | Етнічний склад (2015 рік) | Етнічний склад (2015 рік) | Етнічний склад (2015 рік) |
| ------------------------- | ------------------------- | ------------------------- | ------------------------- | ------------------------- |
| Етнос:                    |                           |                           | Відсоток:                 |                           |
| тайванці                  | тайванці                  |                           | 84%                       | 84%                       |
| китайці                   | китайці                   |                           | 14%                       | 14%                       |
| гаошань                   | гаошань                   |                           | 2%                        | 2%                        |

Головні етноси країни: тайванські китайці (тайванці) — 84 %, материкові китайці — 14 %, місцеві аборигени (гаошань) — 2 % населення.

## Мови
| Мови Тайваню (2015 рік) | Мови Тайваню (2015 рік) | Мови Тайваню (2015 рік) | Мови Тайваню (2015 рік) | Мови Тайваню (2015 рік) |
| ----------------------- | ----------------------- | ----------------------- | ----------------------- | ----------------------- |
| Мова:                   |                         |                         | Відсоток:               |                         |
| китайська               | китайська               |                         | %                       | %                       |
| тайванські мови         | тайванські мови         |                         | %                       | %                       |

Офіційна мова: китайська (стандартна). Інші поширені мови: інші діалекти китайської мови, тайванські мови.

## Релігії
| Релігії в Тайвані (2012 рік) | Релігії в Тайвані (2012 рік) | Релігії в Тайвані (2012 рік) | Релігії в Тайвані (2012 рік) | Релігії в Тайвані (2012 рік) |
| ---------------------------- | ---------------------------- | ---------------------------- | ---------------------------- | ---------------------------- |
| Віросповідання:              |                              |                              | Відсоток:                    |                              |
| буддисти                     | буддисти                     |                              | 93%                          | 93%                          |
| християни                    | християни                    |                              | 4.5%                         | 4.5%                         |
| інші                         | інші                         |                              | 2.5%                         | 2.5%                         |

Головні релігії й вірування, які сповідує, і конфесії та церковні організації, до яких відносить себе населення країни: суміш течій буддизму і даоїзму — 93 %, християнство — 4,5 %, інші — 2,5 % (станом на 2015 рік).

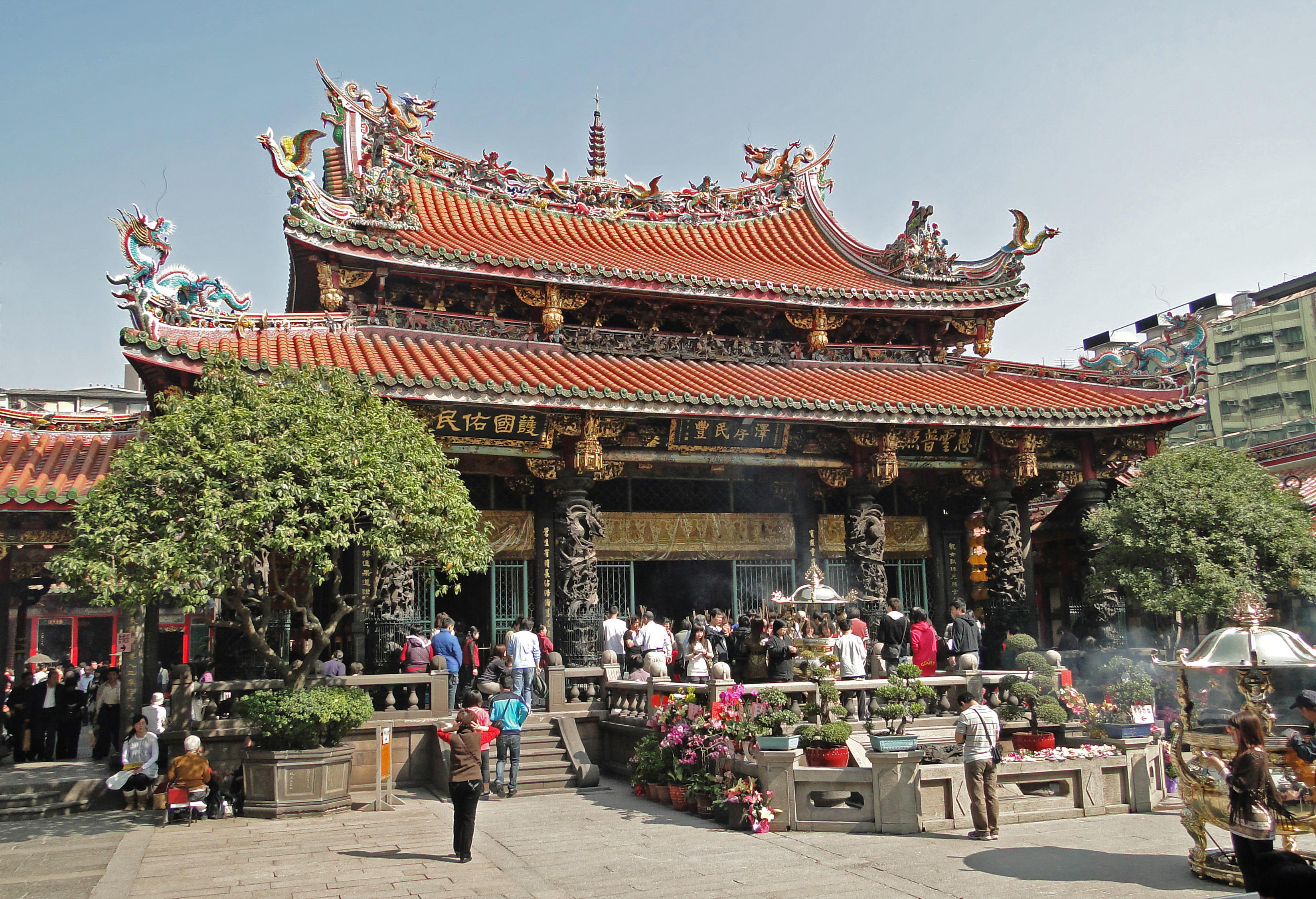
Буддійський храм Луншань у Тайбеї
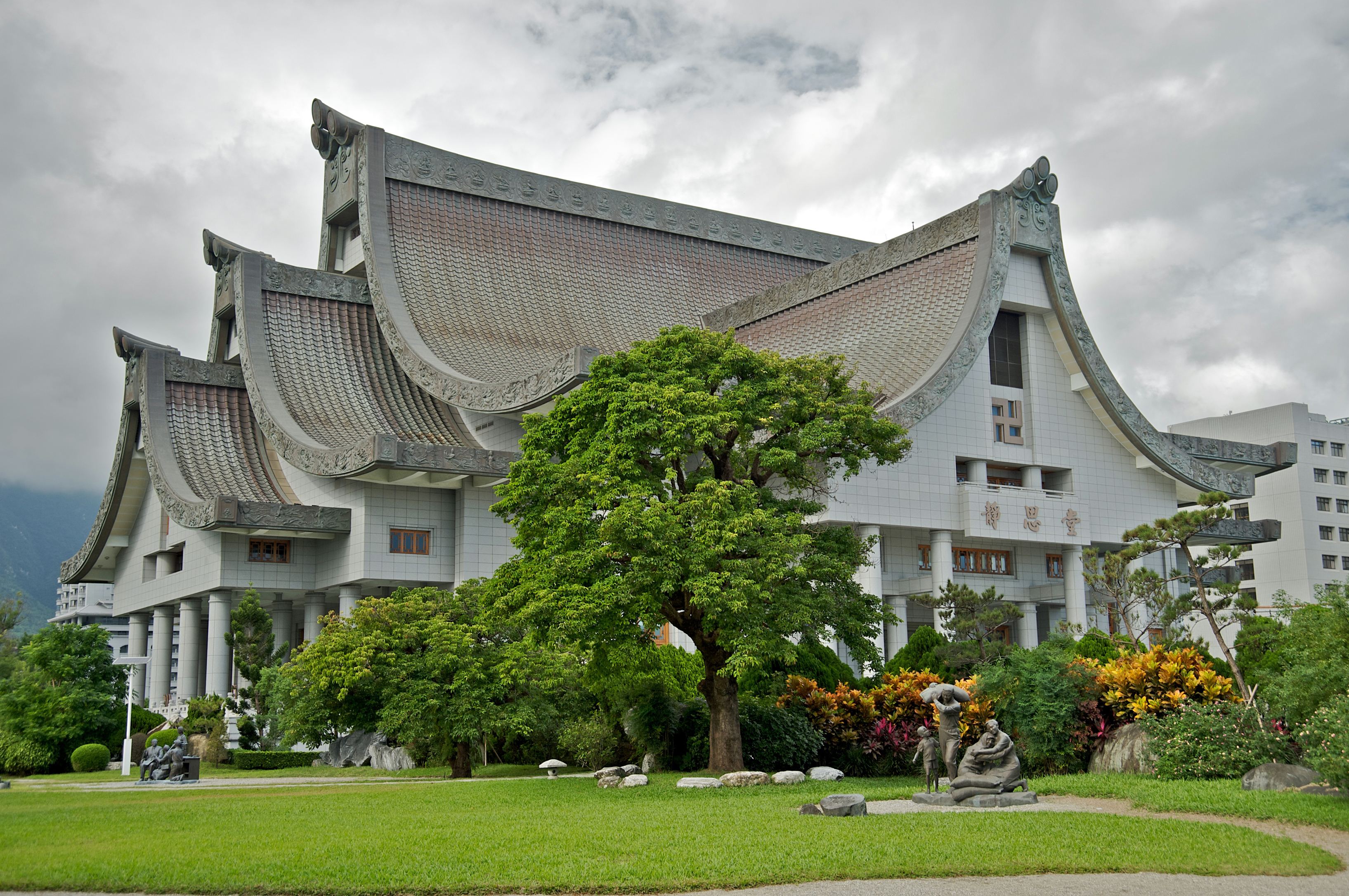
Дом медитацій буддистської організації Тцу Чи в Хуаляні
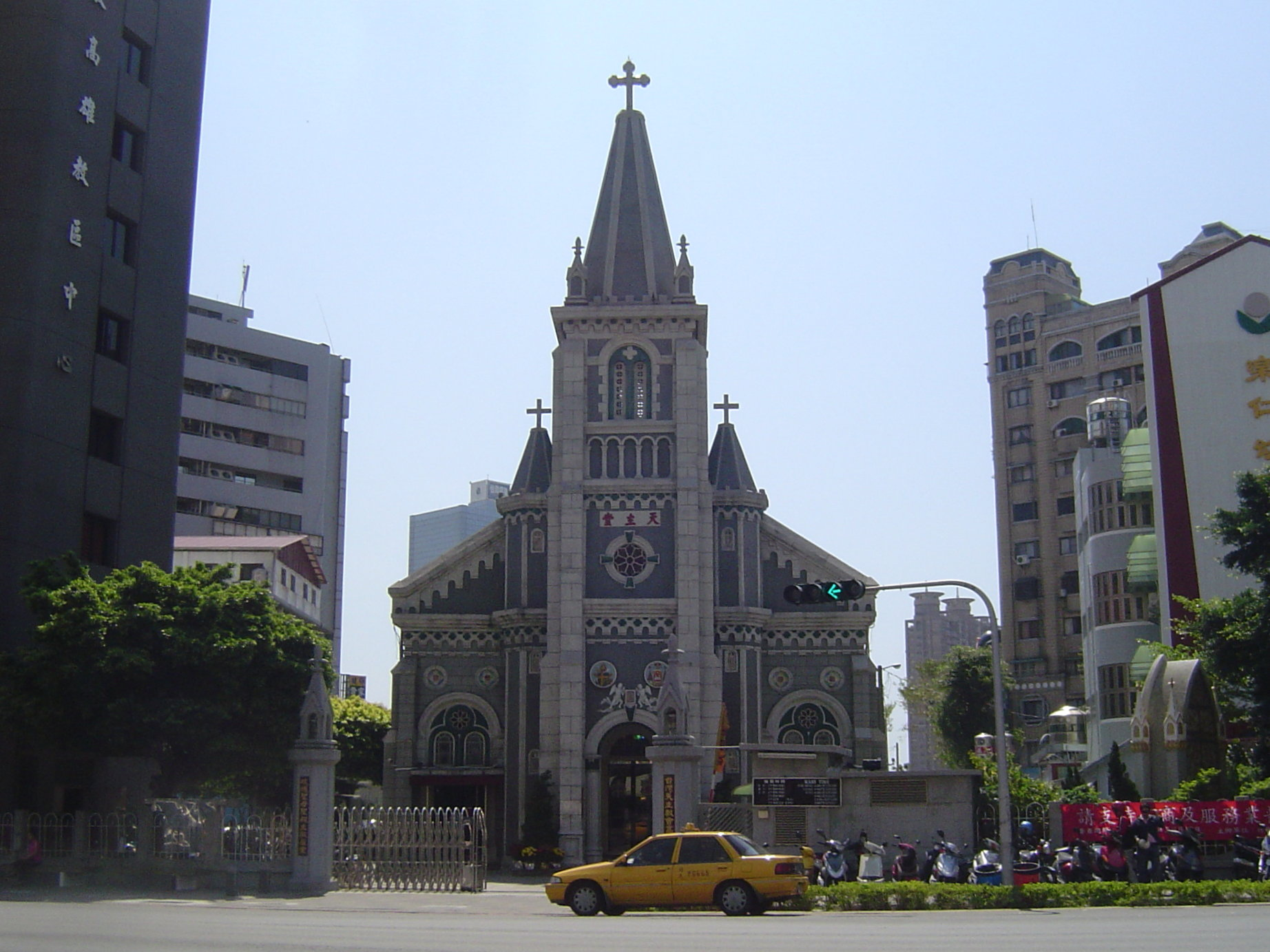
Католицький кафедральний собор Святої вервиці в Гаосюні
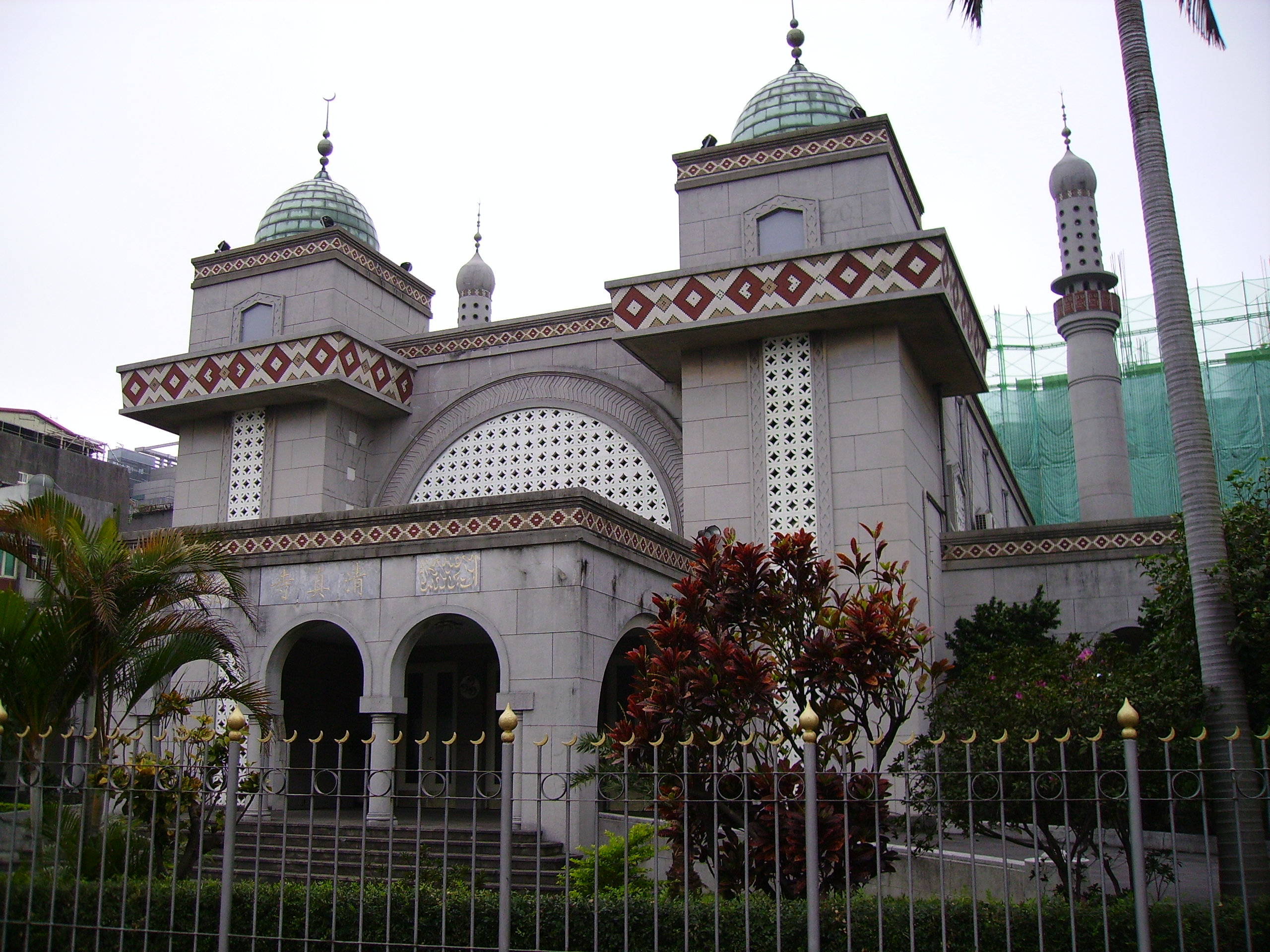
Велика мечеть у Тайбеї

## Освіта
Рівень письменності 2014 року становив 98,5 % дорослого населення (віком від 15 років): 99,7 % — серед чоловіків, 97,3 %— серед жінок.

## Охорона здоров'я
Смертність немовлят до 1 року, станом на 2015 рік, становила 4,44 ‰ (184-те місце у світі); хлопчиків — 4,84 ‰, дівчаток — 4,01 ‰.

### Захворювання
Кількість хворих на СНІД невідома, дані про відсоток інфікованого населення в репродуктивному віці 15—49 років відсутні. Дані про кількість смертей від цієї хвороби за 2014 рік відсутні. 

## Соціально-економічне становище
За межею бідності 2012 року перебувало 1,5 % населення країни. Розподіл доходів домогосподарств у країні має такий вигляд: нижній дециль — 6,4 %, верхній дециль — 40,3 % (станом на 2010 рік). 
Рівень проникнення інтернет-технологій надзвичайно високий. Станом на липень 2015 року в країні налічувалось 20,601 млн унікальних інтернет-користувачів (36-те місце у світі), що становило 88 % загальної кількості населення країни.

### Трудові ресурси
Загальні трудові ресурси 2015 року становили 11,64 млн осіб (50-те місце у світі). Зайнятість економічно активного населення у господарстві країни розподіляється таким чином: аграрне, лісове і рибне господарства — 5 %; промисловість і будівництво — 36 %; сфера послуг — 59 % (станом на 2015 рік). Безробіття 2015 року дорівнювало 3,8 % працездатного населення, 2014 року — 4 % (32-ге місце у світі).

## Кримінал

#### Наркотики

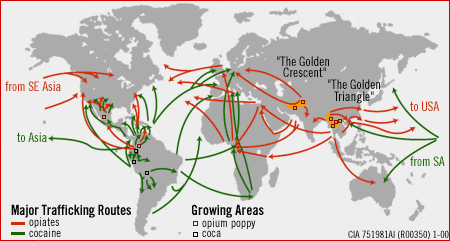
Світові маршрути наркотрафіку

Регіональна транзитна країна для наркотрафіку героїну, метамфетаміну та їх прекурсорів; перевалочний пункт для наркотиків на японський ринок. У країні відмічають великі проблеми з обігом героїну і метамфетамінів, зростаюча проблема з вживанням кетаміну й різних клубних наркотиків.

### Торгівля людьми
Згідно зі щорічною доповіддю про торгівлю людьми (англ. Trafficking in Persons Report) Управління з моніторингу та боротьби з торгівлею людьми Державного департаменту США, уряд Тайваню докладає усіх можливих зусиль у боротьбі з явищем примусової праці, сексуальної експлуатації, незаконною торгівлею внутрішніми органами, законодавство відповідає усім вимогам американського закону 2000 року щодо захисту жертв (англ. Trafficking Victims Protection Act’s), держава перебуває у списку першого рівня.

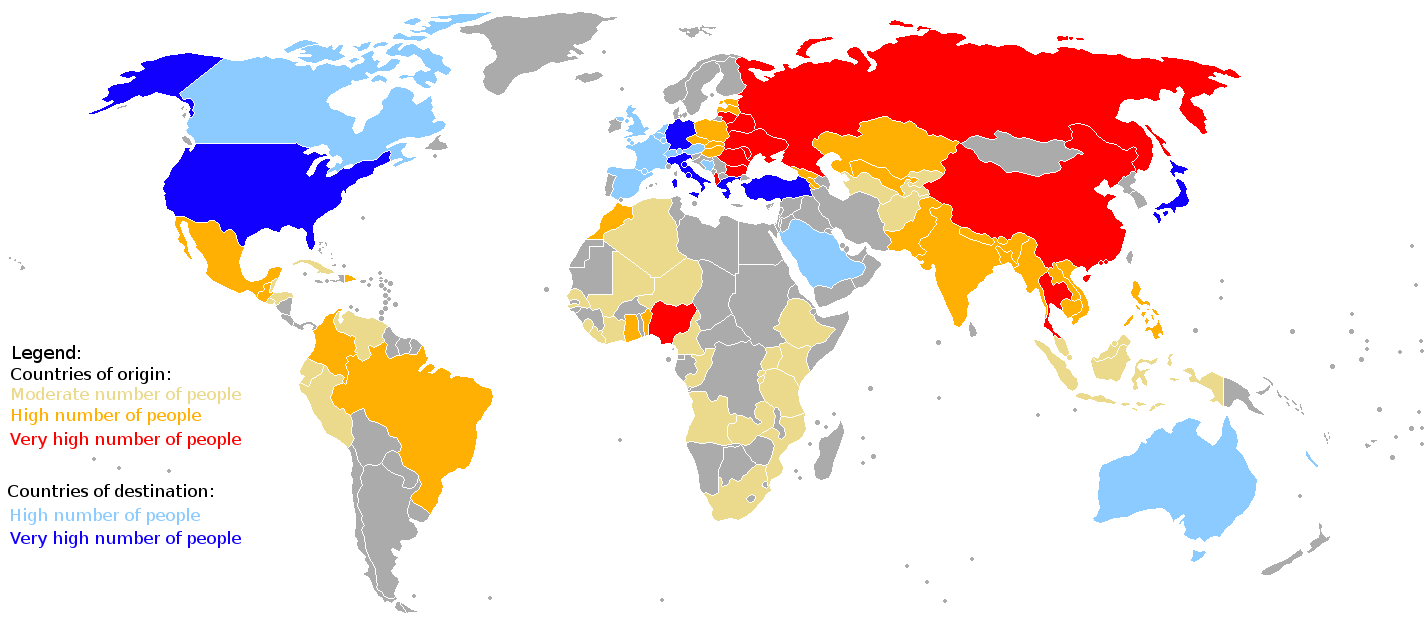
Країни-донори (червоний) і країни-реципієнти кримінальних потоків  (англ.)
Глобальна боротьба з торгівлею людьми (англ.)

## Гендерний стан
Статеве співвідношення (оцінка 2015 року):
- при народженні — 1,07 особи чоловічої статі на 1 особу жіночої;
- у віці до 14 років — 1,07 особи чоловічої статі на 1 особу жіночої;
- у віці 15—24 років — 1,06 особи чоловічої статі на 1 особу жіночої;
- у віці 25—54 років — 1 особи чоловічої статі на 1 особу жіночої;
- у віці 55—64 років — 0,96 особи чоловічої статі на 1 особу жіночої;
- у віці за 64 роки — 0,86 особи чоловічої статі на 1 особу жіночої;
- загалом — 0,99 особи чоловічої статі на 1 особу жіночої[1].

### Українською
- Атлас. 10—11 клас. Економічна і соціальна географія світу / упорядники :  О. Я. Скуратович, Н. І. Чанцева. — К. : ДНВП «Картографія», 2010. — ISBN 978-966-475-639-3.
- Атлас світу / голов. ред. І. С. Руденко ; зав. ред. В. В. Радченко ; відп. ред. О. В. Вакуленко. — К. : ДНВП «Картографія», 2005. — 336 с. — ISBN 9666315467.
- Безуглий В. В. Економічна і соціальна географія зарубіжних країн : Навчальний посібник. — К. : ВЦ «Академія», 2007. — 704 с. — ISBN 978-966-580-239-6.
- Безуглий В. В., Козинець С. В. Регіональна економічна і соціальна географія світу : Навчальний посібник. — видання 2-ге, доп., перероб. — К. : ВЦ «Академія», 2007. — 688 с. — ISBN 966-580-144-9.
- Головченко В. І., Кравчук О. Країнознавство: Азія, Африка, Латинська Америка, Австралія і Океанія. — К., 2006. — 335 с. — ISBN 966-8939-04-2.
- Гудзеляк І. І. Географія населення: Навчальний посібник / І. Гудзеляк. — Л. : Видавничий центр ЛНУ імені Івана Франка, 2008. — 232 с. — ISBN 978-966-613-599-8.
- Дахно І. І. Країни світу: Енциклопедичний довідник / І. І. Дахно, С. М. Тимофієв. — К. : Мапа, 2011. — 606 с. — (Бібліотека нового українця) — ISBN 978-966-8804-23-6.
- Дахно І. І. Економічна географія зарубіжних країн : навчальний посібник. — К. : Центр учбової літератури, 2014. — 319 с. — ISBN 978-611-01-0682-5.
- Джаман В. О. Регіональні системи розселення: демографічні аспекти. — Чернівці : Рута, 2003. — 392 с. — ISBN 9665685988.
- Дорошенко Л. С. Демографія: Навчальний посібник. — К. : МАУП, 2005. — 112 с. — ISBN 966-608-442-2.
- Дубович І. А. Країнознавчий словник-довідник. — 5-те вид., перероб. і доп. — К. : Знання, 2008. — 839 с. — ISBN 978-966-346-330-8.
- Економічна і соціальна географія країн світу. Навчальний посібник / За ред. Кузика С. П. — Л. : Світ, 2002. — 672 с. — ISBN 966-603-178-7.
- Загальна медична географія світу / В. О. Шевченко [та ін.] — К. : [б.в.], 1998. — 178 с.
- Ігнатьєв П. М. Країнознавство: Країни Азії. — Ч. : Книги-XXI, 2004. — 383 с. — ISBN 966-8029-53-4.
- Книш М. М., Мамчур О. І. Регіональна економічна і соціальна географія світу (Латинська Америка та Карибські країни, Африка, Азія, Океанія) : навч. посіб. — Л. : ЛНУ ім. Івана Франка, 2013. — 368 с. — ISBN 978-617-10-0007-0.
- Крисаченко В. С. Динаміка населення: Популяційні, етнічні та глобальні виміри. — К. : Видавництво Національного інституту стратегічних досліджень, 2005. — 368 с. — ISBN 966-554-083-1.
- Любіцева О. О., Мезенцев К. В., Павлов С. В. Географія релігій. — К. : АртЕК, 1999. — 504 с. — ISBN 966-505-006-0.
- Масляк П. О. Країнознавство. — К. : Знання, 2007. — 292 с. — (Вища освіта XXI століття)
- Масляк П. О., Дахно І. І. Економічна і соціальна географія світу / П. О. Масляк, І. І. Дахно ; за ред. П. О. Масляка. — К. : Вежа, 2003. — 280 с. — ISBN 966-7091-53-8.

### Російською
- (рос.) Китай // Демографический энциклопедический словарь / главн. ред. Валентей Д. И. — М. : Советская энциклопедия, 1985. — 608 с.
- (рос.) Китай // Страны и народы. Зарубежная Азия. Восточная и Центральная Азия / Редкол. : М. И. Сладковский (отв. ред.) и др. — М. : «Мысль», 1982. — 284 с. — (Страны и народы) — 180 тис. прим.
- (рос.) Атлас народов мира / Отв. ред. С. И. Брук и В. С. Апенченко. — М. : ГУГК ГГК СССР и Институт этнографии им. Н. Н. Миклухо-Маклая АН СССР, 1964. — 185 с. — 20 тис. прим.
- (рос.) Численность и расселение народов мира. Этнографические очерки / под ред. С. И. Брука. — М. : Издательство АН СССР, 1962. — 487 с.
- (рос.) Лаппо Г. М. География городов: Учебное пособие для географических факультетов вузов. — М. : Туманит, изд. центр ВЛАДОС, 1997. — 476 с. — ISBN 5-691-00047-0.
- (рос.) Ягельский А. География населения. — М. : Прогресс, 1980. — 383 с.